# Chevrolet Bolt
La Chevrolet Bolt, chiamata anche Chevrolet Bolt EV, è una vettura elettrica di segmento B prodotta dalla casa automobilistica statunitense Chevrolet e disponibile negli Stati Uniti dal 2016 fino al dicembre 2023.
Sul mercato europeo venne commercializzata dal 2017 al 2020 dalla casa automobilistica tedesca Opel come Opel Ampera-e.

## Descrizione
Il progetto che ha visto nascere la vettura venne avviato nel 2012 presso il centro ricerche e sviluppo della GM Korea con un team di 180 ingegneri guidato da Josh Tavel mentre il responsabile del design era Stuart Norris. L’obiettivo era di realizzare un’auto elettrica compatta ed economica (con un prezzo base inferiore ai 30.000 dollari) da offrire globalmente. Il codice progettuale assegnato all’inizio dello sviluppo era G2UC-E (acronimo di G2 pianale Gamma 2, U di Utility Vehicle, C indica il brand Chevrolet ed E di Electric Vehicle). Il punto di partenza fu la piattaforma Gamma 2 utilizzata da numerosi modelli come la Chevrolet Spark e Aveo seconda serie. Tuttavia in seguito venne realizzata una piattaforma modulare specifica per il modello denominata BEVII destinata appositamente ai veicoli elettrici che non condivide nessun componente con la vecchia Gamma 2.

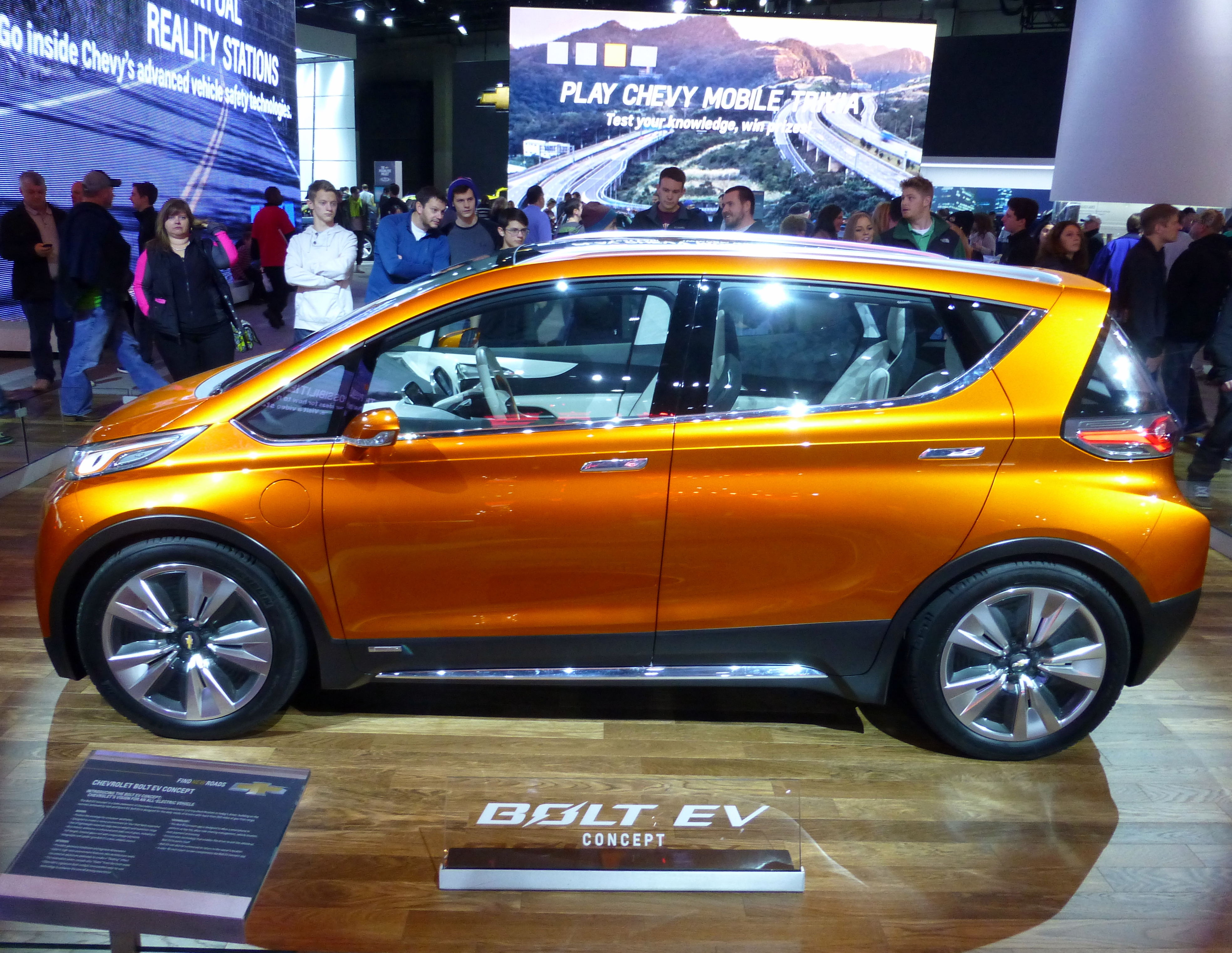
Chevrolet Bolt EV Concept al salone di Detroit 2015

Anticipata dalla concept car Chevrolet Bolt EV presentata al salone di Detroit 2015, nel 2015 viene annunciata da Alan Batey, presidente di GM North America, la produzione in serie prevista per l’anno 2016 nello stabilimento di Orion, a nord di Detroit, tramite un investimento totale pari a 200 milioni di dollari per aggiornare le linee produttive.
La presentazione della Bolt di produzione avviene il 6 gennaio 2016 al Consumer Electronics Show (CES) di Las Vegas.
Dotata di una carrozzeria cinque porte, con il motore da 204 CV e la trazione entrambi anteriore, è stata sviluppata e prodotto in collaborazione con la LG Electronics. La variante europea viene commercializzata come Opel Ampera-e.
Accreditata di una velocità massima di 155 km/h, la Bolt ha una autonomia completamente elettrica secondo il ciclo EPA 383 km. La Ampera-e ha un'autonomia secondo il ciclo di omologazione NEDC di 520 km e di 380 km secondo il ciclo WLTP.
La produzione della Bolt è iniziata a novembre 2016, mentre quella dell'Ampera-e a febbraio 2017. Le vendite negli Stati Uniti sono iniziate prima in California a dicembre 2016 e poi a livello nazionale statunitense nel 2017.
Alla sua presentazione, la Bolt fu nominata da Motor Trend Car of the Year 2017, mentre nel gennaio 2017 ha ricevuto il premio di North American Car of the Year 2017, e fu inserita nella lista del Time Magazine delle 25 migliori invenzioni del 2016.
Nell'agosto 2019 viene presentato il Model Year 2020 dove viene introdotta una nuova batteria sempre agli ioni di litio ma che presenta piccole modifiche apportate alla chimica delle celle e la capacità incrementata fino a 66 kWh in grado di garantire una autonomia pari a 417 km secondo i dati di omologazione dell'EPA. Questa versione non sarà più importata in Europa in quanto la Opel ha cessato le vendite della Ampera-e.

## Caratteristiche

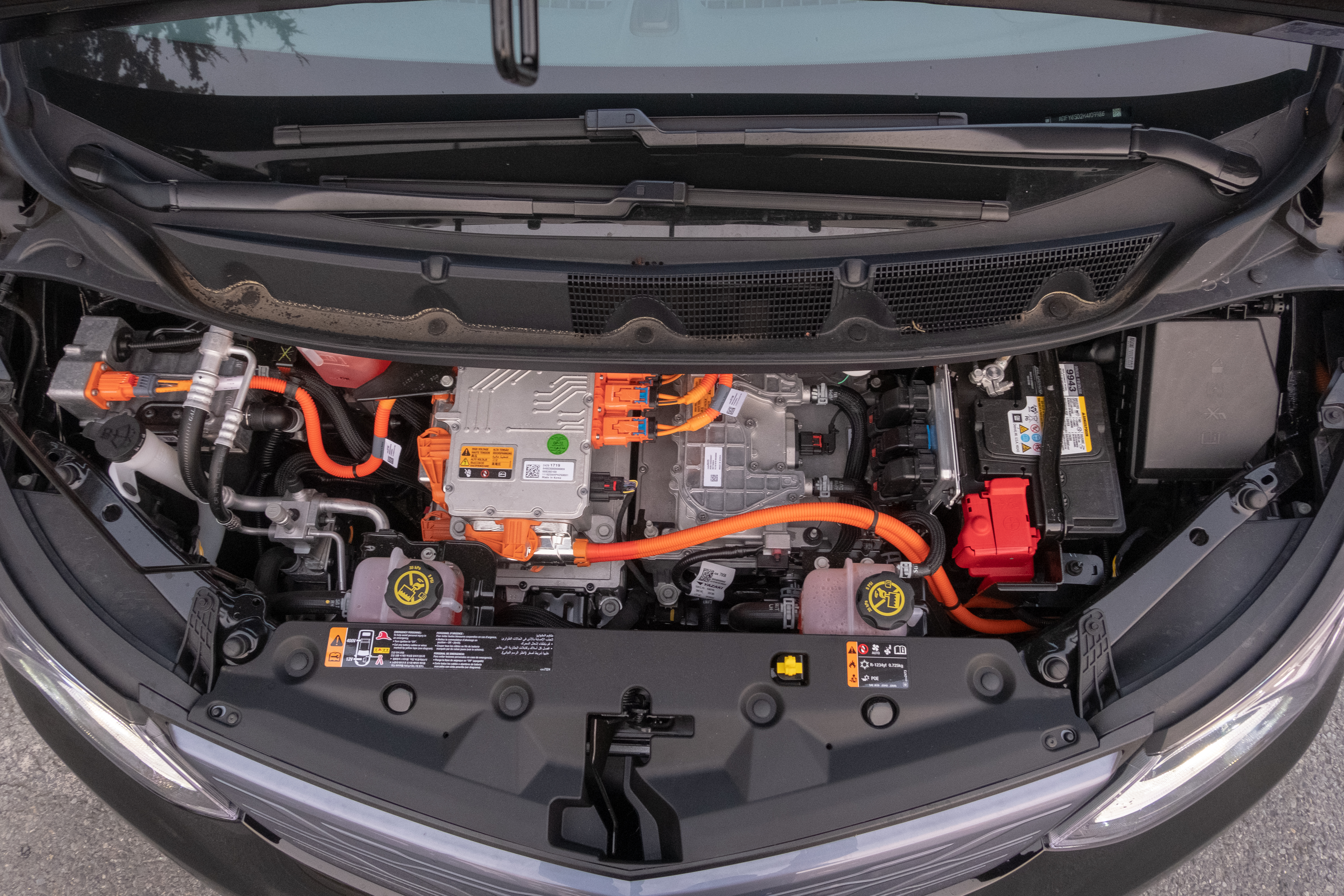
Il motore

La Bolt possiede un motore elettrico a magneti permanenti capace di erogare 204 cavalli di potenza massima (150 kW) e 360 N m di coppia massima. È abbinato a una batteria agli ioni di litio da 60 kWh composta da 288 celle divise in 8 moduli da 30 celle più due da 24 celle. Il peso totale della batteria è di 430 kg. Gli accumulatori vengono prodotti a Incheon in Corea del Sud. A seconda del ciclo di omologazione l’autonomia totale è pari a 383 km (EPA), 520 km (NEDC) e 380 km (WLTP).
La trazione è anteriore con impianto frenante a quattro dischi (gli anteriori auto ventilati) e le sospensioni anteriori sono a ruote indipendenti con schema MacPherson mentre le posteriori a ruote interconnesse con ponte torcente.
La carrozzeria è realizzata per l’81,7% in acciai alto resistenziali misti ad acciai classici a deformazione programmata. La vettura è lunga 4,16 metri. Inizialmente venne dichiarato un coefficiente di resistenza di 0,32 (piuttosto elevato per un veicolo elettrico), successivamente la Chevrolet comunica che nei test in galleria del vento il valore corretto del modello di produzione è pari a 0,308.

## Opel Ampera-e

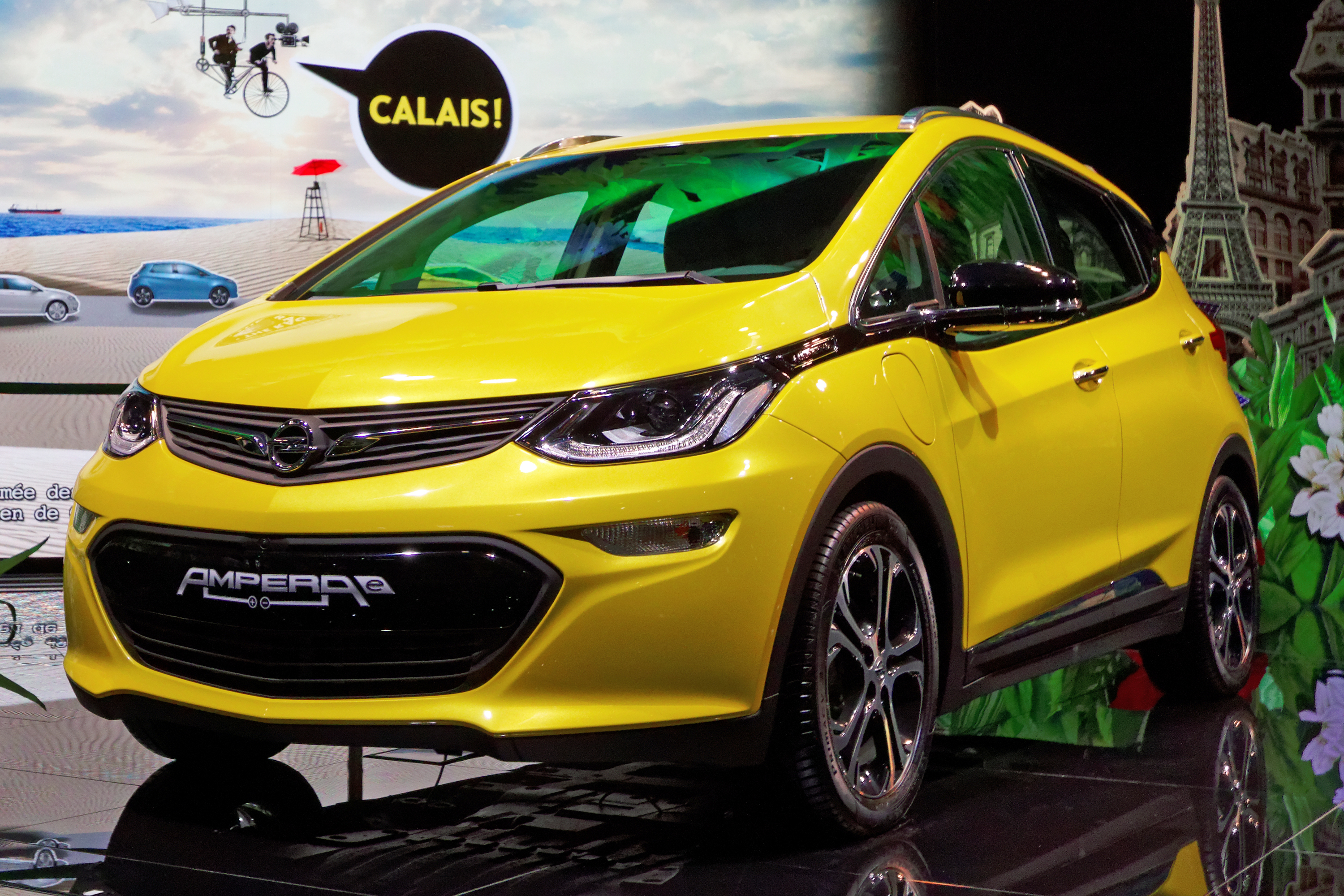
Opel Ampera-e durante la presentazione al Salone di Parigi 2016

In Europa la vettura venne presentata al Salone di Parigi 2016 come Opel Ampera-e e venduta solo in alcuni paesi selezionati dal 2017 andando a sostituire la precedente Ampera che altro non era che un rimarchiamento della ibrida Chevrolet Volt.

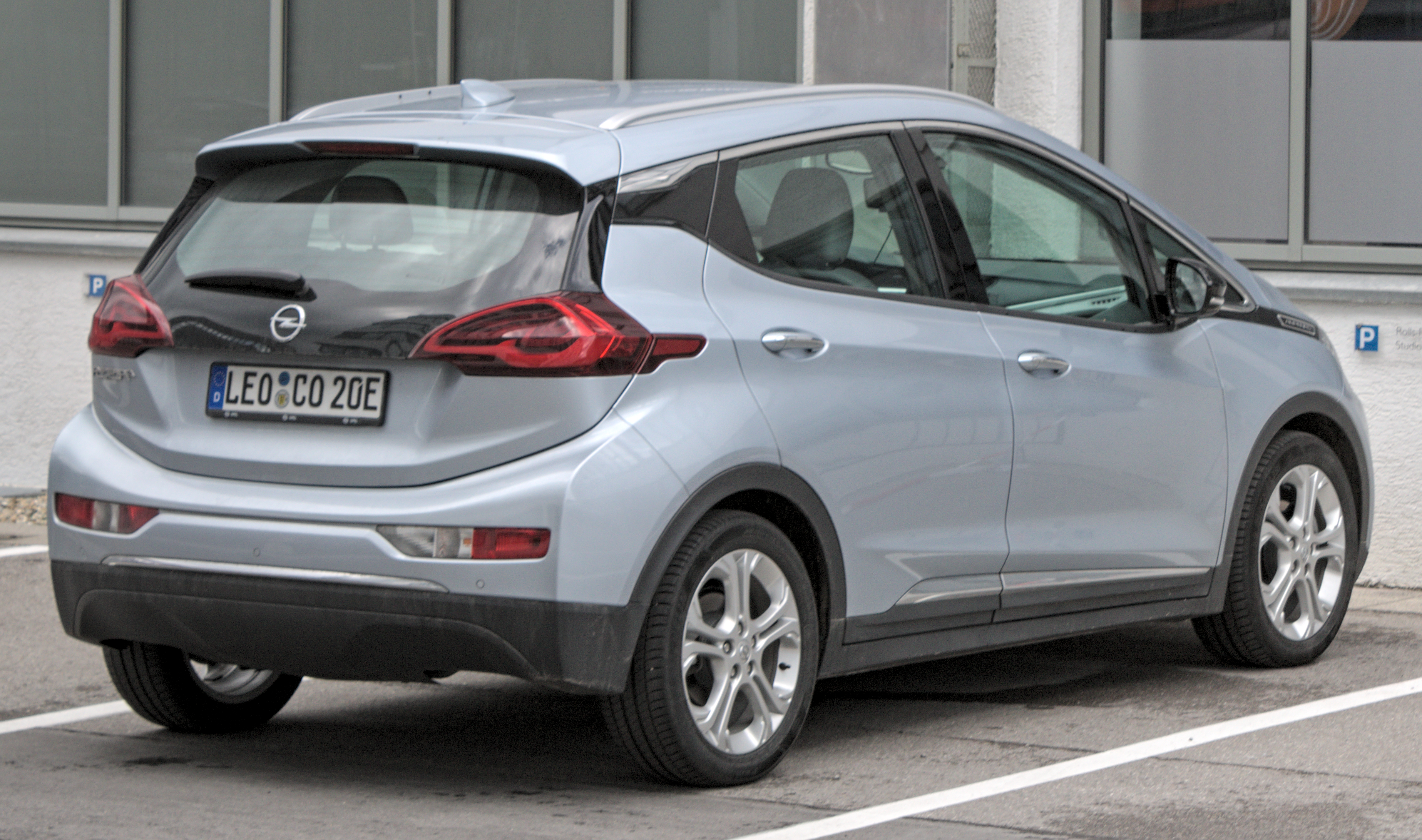
Vista posteriore

Nel Regno Unito e in Australia la vettura non venne importata in quanto in fase progettuale non venne studiata la possibilità di adattarla ai paesi con guida a destra.
Il primo lotto europeo di Ampera-e era diviso tra Norvegia, Germania, Paesi Bassi e Svizzera. Dal fine 2018 venne venduta anche in Austria. In Italia la vettura non è mai stata importata, benché fosse inizialmente prevista, in quanto la Opel era divenuta di proprietà del gruppo francese PSA e di conseguenza è avvenuta una razionalizzazione della gamma di vetture di origine General Motors dalle vendite marginali.
Dalla fine del 2019, l’Ampera-e era disponibile solo in Svizzera, Norvegia e Paesi Bassi per poi essere definitivamente sostituita dai nuovi modelli elettrici Opel come la nuova Corsa-e e la Mokka-e realizzate su piattaforme PSA.
Nel 2017, la Ampera-e ha vinto il Volante d'Oro nella categoria delle auto piccole e compatte.